# فرد فون لومان
فرد فون لومان (بالإنجليزية: Fred von Lohmann)‏ هو محامي أمريكي، ولد في القرن العشرين.